# 7317 Cabot
7317 Cabot eller 1940 ED är en asteroid i huvudbältet, som upptäcktes den 12 mars 1940 av den ungerska astronomen György Kulin i Budapest. Den har fått sitt namn efter John Cabot.
Asteroiden har en diameter på ungefär 5 kilometer.